# Orotukan
Orotukan (en rus: Оротукан) és un poble (possiólok) de l'óblast de Magadan, a Rússia, que el 2019 tenia 867 habitants.